# تاچولی وارگیس چکاور
تاچولی وارگیس چکاور (به انگلیسی: Thacholi Varghese Chekavar) فیلمی محصول سال ۱۹۹۵ و به کارگردانی تی.کی. راجیو کومار است. در این فیلم بازیگرانی همچون موهنلال، اورمیلا ماتوندکار، وینث، تیلاکان، کی.پی.ای.سی. لالیتا، ندومودی ونو و کوچین هانیفا ایفای نقش کرده‌اند.